# Linda Corbould
Linda Mary Corbould é uma antiga militar da Real Força Aérea Australiana, que ganhou fama por ser a primeira mulher da história da RAAF a comandar um esquadrão. Juntou-se à RAAF em 1981, tornando-se uma das primeiras pilotos. Corbould pilotava aeronaves de transporte, e participou na Guerra do Iraque em 2003. Entre 2006 e 2008 comandou o Esquadrão N.º 36 da RAAF. Reformou-se em 2011.